# Supercopa Uruguaya 2024
La Supercopa Uruguaya 2024 fue la séptima edición de este torneo, en la cual se enfrentaron a partido único el Campeón Uruguayo 2023, Liverpool y el subcampeón del Torneo Intermedio 2023, Defensor Sporting.
El campeón de esta edición fue nuevamente Liverpool, quien le ganó a Defensor Sporting por 1-0.

## Sistema de disputa
Se juega una final a partido único, el equipo que gane el partido, se consagrará como campeón de la Supercopa. 
En caso de empate, se juegan 30 minutos de alargue y si persiste la paridad, se disputa una tanda de penales para definir al campeón.

## Equipos participantes
La copa estaba pensada para disputarse entre los equipos vencedores del Campeonato Uruguayo de Primera División 2023 y el Torneo Intermedio 2023. Sin embargo, Liverpool ganó ambos torneos, por lo cual, su rival a enfrentar fue Defensor Sporting, el cual quedó como subcampeón del Torneo Intermedio.
| Liverpool                                                     | Defensor Sporting                     |
| Campeón del Campeonato Uruguayo 2023 y Torneo Intermedio 2023 | Subcampeón del Torneo Intermedio 2023 |
| ------------------------------------------------------------- | ------------------------------------- |

## Partido
| Supercopa Uruguaya 2024; 31 de enero de 2024, 20:30 (UTC-3) | Liverpool  | 1:0 (0:0) | Defensor Sporting | Parque Viera, Montevideo   |                            |
|                                                             | Vecino 79' |           |                   | Árbitro(s): Andrés Matonte | Árbitro(s): Andrés Matonte |

### Ficha del partido
| 21         | Guardameta     | Sebastián Lentinelly |     |
| 6          | Defensa        | Miguel Samudio       |     |
| 18         | Defensa        | Agustín Cayetano     |     |
| 2          | Defensa        | Ignacio Rodríguez    |     |
| 24         | Defensa        | Kevin Amaro          | 81' |
| 23         | Centrocampista | Álex Vázquez         | 67' |
| 7          | Centrocampista | Lucas Lemos          |     |
| 8          | Centrocampista | Martín Barrios       |     |
| 20         | Delantero      | Hebert Vergara       | 46' |
| 10         | Delantero      | Renzo Machado        | 67' |
| 11         | Delantero      | Matías Ocampo        | 90' |
| Entrenador | Entrenador     | Emiliano Alfaro      |     |

| 12         | Guardameta     | Kevin Dawson            |     |
| 15         | Defensa        | Juan Viacava            | 81' |
| 34         | Defensa        | Alfonso Barco           |     |
| 3          | Defensa        | Guillermo de los Santos |     |
| 7          | Defensa        | Nicolás Rodriguez       |     |
| 21         | Centrocampista | Joaquín Valiente        |     |
| 5          | Centrocampista | Facundo Bernal          |     |
| 8          | Centrocampista | Fernando Elizari        | 85' |
| 16         | Centrocampista | José Alvarez            |     |
| 9          | Delantero      | Octavio Rivero          |     |
| 29         | Delantero      | Lucas Agazzi            | 72' |
| Entrenador | Entrenador     | Martín Varini           |     |

| Anotado | 79' | Thiago Vecino | 1–0 |

|  |

| 17 | Delantero      | Franco Nicola    | 46' |
| 31 | Centrocampista | Lucas Wasilewsky | 67' |
| 9  | Delantero      | Thiago Vecino    | 67' |
| 19 | Defensa        | Jean Rosso       | 81' |
| 35 | Defensa        | Álvaro Gracés    | 90' |

| 24 | Delantero | Brian Mansilla | 72' |
| 19 | Defensa   | Pablo Viudez   | 81' |
| 13 | Delantero | Augusto Cambón | 85' |

| Amonestado | 64' | Álex Vázquez |

| Amonestado | 22'   | Juan Viacava   |
| Amonestado | 87'   | Pablo Viudez   |
| Amonestado | 90+5' | Facundo Bernal |

|  |

|  |

| 21         | Guardameta     | Sebastián Lentinelly |     |
| 6          | Defensa        | Miguel Samudio       |     |
| 18         | Defensa        | Agustín Cayetano     |     |
| 2          | Defensa        | Ignacio Rodríguez    |     |
| 24         | Defensa        | Kevin Amaro          | 81' |
| 23         | Centrocampista | Álex Vázquez         | 67' |
| 7          | Centrocampista | Lucas Lemos          |     |
| 8          | Centrocampista | Martín Barrios       |     |
| 20         | Delantero      | Hebert Vergara       | 46' |
| 10         | Delantero      | Renzo Machado        | 67' |
| 11         | Delantero      | Matías Ocampo        | 90' |
| Entrenador | Entrenador     | Emiliano Alfaro      |     |

| 12         | Guardameta     | Kevin Dawson            |     |
| 15         | Defensa        | Juan Viacava            | 81' |
| 34         | Defensa        | Alfonso Barco           |     |
| 3          | Defensa        | Guillermo de los Santos |     |
| 7          | Defensa        | Nicolás Rodriguez       |     |
| 21         | Centrocampista | Joaquín Valiente        |     |
| 5          | Centrocampista | Facundo Bernal          |     |
| 8          | Centrocampista | Fernando Elizari        | 85' |
| 16         | Centrocampista | José Alvarez            |     |
| 9          | Delantero      | Octavio Rivero          |     |
| 29         | Delantero      | Lucas Agazzi            | 72' |
| Entrenador | Entrenador     | Martín Varini           |     |

| Anotado | 79' | Thiago Vecino | 1–0 |

|  |

| 17 | Delantero      | Franco Nicola    | 46' |
| 31 | Centrocampista | Lucas Wasilewsky | 67' |
| 9  | Delantero      | Thiago Vecino    | 67' |
| 19 | Defensa        | Jean Rosso       | 81' |
| 35 | Defensa        | Álvaro Gracés    | 90' |

| 24 | Delantero | Brian Mansilla | 72' |
| 19 | Defensa   | Pablo Viudez   | 81' |
| 13 | Delantero | Augusto Cambón | 85' |

| Amonestado | 64' | Álex Vázquez |

| Amonestado | 22'   | Juan Viacava   |
| Amonestado | 87'   | Pablo Viudez   |
| Amonestado | 90+5' | Facundo Bernal |

|  |

|  |

Campeón

Liverpool
3° título